# 咖啡泉 (阿拉巴马州)
咖啡泉（英文：Coffee Springs），是美国阿拉巴马州下属的一座城市。面积约为0.78平方英里（约合2.03平方公里）。根据2010年美国人口普查，该市有人口228人，人口密度为290.82/平方英里（约合112.32/平方公里）。